# Státní hranice Litvy

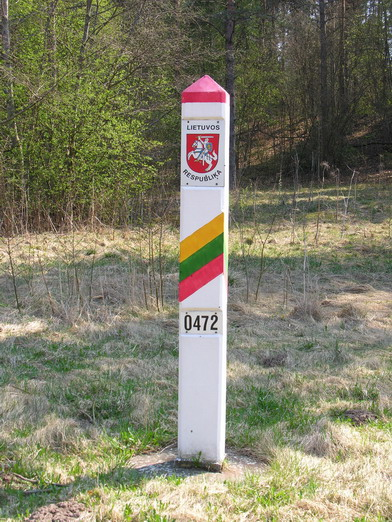
Státní hranice Litvy: hraniční sloup č. 0472.

Litva sousedí se čtyřmi státy. Jsou to Bělorusko, Lotyšsko, Polsko a Rusko.

## Bělorusko-litevská státní hranice
Bělorusko-litevská státní hranice je dlouhá 679 km.

### Vodstvo na bělorusko-litevské státní hranici
- hranice prochází jezery Drūkšiai, Apvardai, Prūtas, Grūdas, Dubas a rybníkem Jurgainių tvenkinys
- hranici tvoří řeky a potoky Drūkša, Apyvardė, Dysna, Juodasai upelis, Kamoja,Baluoša, Vilija, Vilnia, Merkys, Verža, Drukupė, Gauja, Gervinė, Žyžma, Šalčia, Šalčykščia, Dzitva, Verseka, Narkunka, Nočia, Ūla, Katra, Němen, Igara, Mara/Marycha
- hranici protínají řeky a potoky Birvėta, Kamoja, Svyla, Pielaka, Strūna, Bražylė, Bienė, Apita, Bjarezina, Nizelė, Kusienka, Nemunykštis

## Litevsko-lotyšská státní hranice
Litevsko-lotyšská státní hranice je dlouhá 453 km.

### Vodstvo na litevsko-lotyšské státní hranici
- hranice prochází jezery Ilgė, Kampiniškių ežeras, Laukesas (Smelines ezers), Šetekšnis, Šalna, Robežas
- hranici tvoří řeky a potoky Šventoji, Luknė, Apšė, Sartis, Kaltis, Jonupis, Lūšis (řeka), Venta, Vadakstis, Miežupis/Mežupe, Līgotne, Dabikinė, Švėtė-Svēte, Oglaine, Mūša-Lielupe, Nemunėlis, Nereta, Alsinta, Susėja, Laukesa-Laucesa, Kumpota (Kumpuotė), Vilenka
- hranici protínají řeky a potoky Lankupīte, Bartuva, Skutulas, Rengė, Vilkija, Karnupis, Kivė, Platonis, Sidabra, Alėja, Audruvė, Virčiuvis, Šešėvėlė, Sesava, Juodupė (Melnupīte), Lieporas, Svitene (řeka), Viršytis, Kapupe, Beržtalis (Bērstele), Melnupė, Svirkale, Marčiupys, Plonė, Maučiuvis, Drukys, Yslykis-Īslīce, Ceraukste, Krūtas, Jodupe, Kriauna, Ugra, Rauda, Lukšta (Ilūkste)

## Litevsko-polská státní hranice
Litevsko-polská státní hranice je dlouhá 91 km.

### Vodstvo na litevsko-polské státní hranici
- hranice prochází jezery Galaudusys/Gaładuś, Balandis, Dunojevas
- hranici tvoří řeka Mara/Marycha
- hranici protínají řeky a potoky Alna (Zapsys), Vaiponė, Šelmenta, Šešupė, Kreivė, Vygra, Pagraužys, Vyžaina, Vizga, Černica

## Litevsko-ruská státní hranice
Litevsko-ruská státní hranice je dlouhá 227 km.

### Vodstvo na litevsko-ruské státní hranici
- hranice prochází Kurským zálivem
- hranice prochází jezerem Vištytis
- hranici tvoří řeky a potoky Liepona, Širvinta, Šešupė, Němen, Rusnė, Skirvytė
- hranici protínají řeka Černica